# Guillaume Viry
Pour les articles homonymes, voir Viry.
Guillaume Viry est un acteur, auteur et réalisateur français.

## Filmographie

### Cinéma

#### Longs métrages
- 1995 : Élisa de Jean Becker
- 1995 : Le Plus bel âge... de Didier Haudepin
- 1997 : Adios! de Nicolas Joffrin
- 2000 : L'Affaire Marcorelle de Serge Le Péron
- 2001 : Le Fabuleux Destin d'Amélie Poulain de Jean-Pierre Jeunet
- 2001 : L'Afrance d'Alain Gomis
- 2002 : Laissez-passer de Bertrand Tavernier
- 2003 : Rien que du bonheur de Denis Parent
- 2003 : Pas de repos pour les braves d'Alain Guiraudie
- 2005 : Voici venu le temps d'Alain Guiraudie
- 2007 : Vent mauvais de Stéphane Allagnon
- 2007 : Le Dernier Gang d'Ariel Zeitoun
- 2009 : Tellement proches d'Olivier Nakache et Éric Toledano
- 2010 : Gainsbourg, vie héroïque de Joann Sfar
- 2012 : Astérix et Obélix : Au service de Sa Majesté de Laurent Tirard
- 2015 : Éperdument de Pierre Godeau
- 2016 : Vendeur de Sylvain Desclous
- 2018 : Les Affamés de Léa Frédeval
- 2021 : Les Cobayes de Emmanuel Poulain-Arnaud

#### Courts métrages
- 1999 : Les Deux pulls de Simon Lehembre
- 1999 : Le Trou du souffleur de Denis Parent, Talent Cannes Adami
- 2000 : Le spectateur de Marc Gibaja
- 2001 : Les Nouvelles mésaventures d'Alfred le crapaud de Jon Carnoy
- 2005 : Les poissons n'apprennent pas à nager de Marie-Elise Beyne
- 2007 : Esprit d'entreprise de Servane Py
- 2008 : Procuration de Vital Philippot
- 2009 : Quand maman sera partie de Christophe Monier
- 2009 : Les Causses d'Aurélien Pallier-Colinot
- 2010 : Une souris verte de Juliette Henocque
- 2011 : Agathe Colbert n'epargnera personne (ou presque) de Sandrine Gregor
- 2011 : Conversation avec un épouvantail de Sylvain Dieuaide
- 2012 : Le Monde à l'envers de Sylvain Desclous
- 2013 : Retraite de Ronan Letourneur
- 2015 : Mon héros de Sylvain Desclous nommé au César 2016
- 2018 : Crazy hair de Christophe Deram nommé au prix unifrance 2019

### Télévision
- 2000 : PJ (série télévisée)
- 2003 : Louis Page, (série télévisée)
- 2007 : Sable noir (série télévisée)
- 2008 : Le Gendre idéal, téléfilm
- 2011 : Alice Nevers, le juge est une femme (série télévisée)
- 2011 : L'Épervier (mini-série)
- 2011 : Week-end chez les toquées (série télévisée)
- 2011-2016 : Deux flics sur les docks, Edwin Baily (série télévisée, France 2)
- 2018 : Je sais tomber, Alain Tasma (arte)
- 2020 : Capitaine Marleau, Josée Dayan (France 3)

### Réalisateur
- 2003 : Démocratie, court-métrage, fiction. 5ème étage prod. avec Urbain Cancelier et Jean-François Perrier.
- 2009 : Rue de Dunkerque, court métrage, documentaire.
- 2013 : Voguons, moyen-métrage, fiction. Walter Films. avec Michel Subor et Fred Epaud.
- 2018 : Flotation, court-métrage, documentaire. Walter Films.

## Théâtre
- 2021-2019 : Louise au parapluie, Emmanuel Robert-Espalieu
- 2004 : Britannicus, Régis Santon
- 2003 : L’école des femmes, Régis Santon
- 2002 : Vol au-dessus d'un nid de coucou, Thomas Le Douarec
- 2002 : Couples, Marie-France Santon
- 2001 : La Confession, Michel Didym
- 2001 : Pleine lune, Remi De Vos
- 2000-1999 : Dédale, Philippe Genty
- 1998 : Les dactylos et le tigre, Marie-France Santon
- 1997 : La chasse au renard, Michelle Marquais
- 1996 : L’orchestre, Marie Sauvaneix

## Auteur
- 2021 :  Quand j'étais ton père. théâtre. éditions Moires  (ISBN 979-10-91998-52-9).
- 2024 : L’Appelé, éditions du Canoë